# Manuela Lopez
Pour les articles homonymes, voir Lopez.
Manuela Lopez, parfois désignée seulement sous le prénom Manuela, est une actrice et chanteuse française, née le 28 juillet 1972 à Valenciennes.
Actrice de télévision, elle est surtout connue pour avoir joué le rôle d'Adeline dans la sitcom Hélène et les Garçons (repris ensuite, bien que renommé Manuela dans les séries dérivées Le Miracle de l'amour et Les Vacances de l'amour, et bien plus tard dans Les Mystères de l'amour), puis celui de Marion dans la série Sous le soleil.
En 1994, elle obtient un succès avec le single Parce que c'était écrit comme ça.

## Biographie

### Enfance & débuts
Manuela Lopez est née le 28 juillet 1972 à Valenciennes d'un père espagnol et d'une mère française[réf. nécessaire].

### Carrière
Elle débute à la télévision en tournant quelques épisodes de la série Extrême Limite sur TF1. Mais elle se fait surtout connaître grâce au rôle d'Adeline dans la série télévisée Hélène et les Garçons qu'elle intègre en 1993. Prévu pour n’apparaître que dans une poignée d'épisodes, son personnage de cousine de "Cri-cri d'amour" s'installera de façon récurrente dans la série. Manuela Lopez devient rapidement une des actrices les plus populaires de la sitcom.
Jean-Luc Azoulay, le producteur de Dorothée lui propose alors de devenir chanteuse. Son premier single, Parce que c'était écrit comme ça sort en 1994 ; il se classe 25e au Top 50[réf. nécessaire]. La même année, alors que sa carrière explose, le numéro d'avril du magazine de charme Penthouse publie des photos érotiques de la comédienne, réalisées en 1990. Ces photos ont d'ailleurs été le thème d'un épisode d'Hélène et les Garçons.
En 1995, elle publie chez AB Productions son premier album, intitulé Romantique. Plusieurs autres singles en sont extraits et souvent interprétés dans les émissions jeunesse de TF1 comme Faire l'amour une dernière fois, Regarde maman et Si tu entends ma voix. Manuela Lopez monte également sur scène pour la première fois en assurant les premières parties des concerts d'Hélène Rollès à Bercy en janvier 1995 puis en tournée en France pendant plus de deux mois.
Elle retrouve ensuite son personnage d'Hélène et les Garçons, qui est renommé "Manuela" dans les deux suites de la série : Le Miracle de l'amour en 1995 puis Les Vacances de l'amour à partir de 1996. À cette occasion, elle succède à sa partenaire Hélène Rollès pour interpréter le générique de la série. 
En 1997, elle intègre la série Sous le soleil, dont elle interprète un personnage récurrent jusqu'en 2003. Elle enchaîne alors les apparitions dans différentes fictions, comme Les Cordier, juge et flic, La Crim', Léa Parker ou encore, entre 2006 et 2009, un rôle permanent dans la série SOS 18.
En 2006, après dix ans consacrés à la comédie et sa vie de famille, Manuela Lopez publie un nouvel album, intitulé Sans dessus dessous. Elle remonte alors sur scène lors de nombreux galas partout en France.
En 2019, elle retrouve son personnage-phare en apparaissant dans Les Mystères de l'amour sur TMC.

### Vie personnelle et autre activité
Manuela Lopez s'est mariée en 2005 avec un éleveur de chevaux. Elle a eu avec lui un fils nommé Paolo. Le couple est désormais séparé.
En 2016, elle a révélé qu'elle était atteinte d'une cardiomyopathie aiguë, qui l'avait contrainte à mettre entre parenthèses sa carrière d'actrice, et elle a été victime d'une crise cardiaque en 2017.
Lors de l'arrêt de sa carrière artistique, Manuela Lopez s'est occupé d'un élevage de teckels à poils longs, appelé "Hollywood teckel",, dont elle a ensuite laissé la charge à son ancien mari, avec lequel elle dit rester amie.
Depuis fin 2016, elle dit préparer l'écriture d'un livre autobiographique.

## Filmographie

### Télévision
- 1992 : Le Collège des cœurs brisés (série télévisée), épisode Les déesses n'ont pas d'yeux : Stéphanie de Monaco
- 1993 - 1994 : Hélène et les Garçons (série télévisée) : Adeline
- 1994 : Extrême Limite (série télévisée), épisode Trompe l'amour : Maruschka (non créditée)
- 1995 - 1996 : Le Miracle de l'amour (série télévisée) : Adeline / Manuela
- 1996 : Les Vacances de l'amour (série télévisée) : Manuela
- 1998 - 2004 : Sous le soleil (série télévisée) : Marion
- 1999 : Les Cordier, juge et flic (série télévisée), épisode Le Deuxième Fils : l'infirmière Ceresa
- 2000 : Police District (série télévisée)[réf. nécessaire]
- 2001 : Vertiges (série télévisée), épisode Mauvais présage : Sophie
- 2002 : La Crim' (série télévisée), épisode Magie noire : Lonny
- 2002 : Mariage interdit (téléfilm) : Cécile
- 2004 : Léa Parker (série télévisée), épisode Racket
- 2007 - 2010 : SOS 18 (série télévisée) : Marion
- 2019 - 2020 : Les Mystères de l'amour (série télévisée) : Manuela Roquier

### Courts métrages
- 2000 : Pierres et Prières
- 2001 : Lumières en sous-sol[réf. nécessaire]

## Discographie

### Albums
- 1995 : Romantique (AB Disques)

1. Faire l'amour une dernière fois - single (1995)
2. Ma prière
3. De ma vie
4. Il n'y a que le soleil
5. La bataille de l'amour
6. Tu es en moi
7. Vivre sans toi
8. Si tu entends ma voix - single (1995)
9. Parce que c'était écrit comme ça - single (1994)
10. Regarde Maman - single (1995)

- 2006 : Sans dessus dessous (Brocéliande Éditions)

1. Je passe mon chemin
2. Je voudrais te dire combien je t'aime
3. Je pars
4. Pour rien au monde
5. Que la vie me donne la force
6. Tous ces aux revoirs
7. Réconciliation
8. Trop c'est trop
9. Je t'aime la vie
10. Je passe mon chemin (deuxième version)
11. J'aime

### Singles
- Parce que c'était écrit comme ça / Et ce téléphone qui ne sonne pas (1994)[5]
- Faire l'amour une dernière fois (1995)
- Regarde maman (1995)
- Si tu entends ma voix (1996)
- Les Vacances de l'amour (1996)
- Je passe mon chemin (single promo) (2006)
- J'te veux toi (2019)

### Participation
- Parce que c'était écrit comme ça et Et ce téléphone qui ne sonne pas sur l'album Stars TV (1994)
- Mon beau sapin sur l'album Le Noël des étoiles (1995)[6]
- Faire l'amour une dernière fois sur l'album Stars TV 2 (1995)
- Parce que c'était écrit comme ça et Faire l'amour une dernière fois sur l'album Stars TV à Bercy (1995)
- Si tu entend ma voix sur l'album Stars TV 3 (1996)
- Règle du je sur l'album Sous le soleil (1998)